# Coupe de Belgique de football 2010-2011
Navigation
Édition précédente Édition suivante
La Coupe de Belgique 2010-2011 est la 56e édition de la Coupe de Belgique. La finale s'est déroulée le samedi 21 mai 2011 au stade Roi Baudouin à Bruxelles et a vu la victoire du Standard de Liège. Pour le club liégeois, c'est la 6e victoire dans cette épreuve, dix-huit ans après son cinquième succès.

## Fonctionnement - Règlement
La Coupe de Belgique est jouée par matchs à élimination directe. Les Quarts et les Demi-finales sont joués en matchs "aller-retour". Lors des deux premiers tours préliminaires, les équipes sont placées en groupes selon des critères géographiques (provinces et/ou provinces proches). À partir du 3e tour préliminaire, il n'y a plus de critères géographiques. Les 16 équipes qualifiées à l'issue du 5e tour affrontent un des 16 clubs de D1 lors des 1/16e de finale.
Pour cette édition, un total de 294 clubs se présentent pour succéder au K. AA Gent (ARA La Gantoise), victorieuse de l'édition précédente.
278 équipes prennent part aux cinq tours préliminaires.

### Inversion du tirage au sort
Le règlement autorise deux clubs à inverser, de commun accord, l'ordre du tirage initial. Au fil des tours, cette pratique est fréquente. Il est bon de savoir qu'en Coupe de Belgique, les recettes aux guichets sont partagées équitablement entre les deux clubs. Un club d'une série inférieure ou trouve souvent son compte en acceptant de se déplacer chez un adversaire jouant plus haut dans la hiérarchie. La Fédération peut aussi rendre obligatoire cette inversion (ou exiger la tenue du match dans un autre stade) si les conditions de sécurité ne sont pas remplies par l'enceinte devant initialement accueillir la partie.

### Prolongation (Prol) - Tirs au But (T a B)
En cas d'égalité à la fin du temps réglementaire, lors de matchs en une seule manche, il est joué une prolongations de 2x 15 minutes. Si la parité subsiste il est alors procédé à une séance de tirs au but pour désigner le club qualifié.
Dans le cas des tours disputés par "aller-retour", en cas d'égalité sur l'ensemble des deux matchs, les buts inscrits en déplacement sont prépondérants. C'est-à-dire que le club ayant inscrit le plus grand nombre de buts sur le terrain de son adversaire est qualifié. si l'égalité persiste encore, une prolongation de 2x15 minutes est jouée à l'issue du match retour. Si la parité est maintenue après la prolongation, il est procédé à une séance des tirs au but.

### Légende pour les clubs provinciaux
Les clubs issus des séries provinciales sont suivis d'un "(p-...)". Les différentes Provinces sont abrégées comme suit An = Prov. d'Anvers, Bt = Prov. de Brabant, OVl = Prov. de Flandre orientale, WVl = Prov. de Flandre occidentale, Ht = Prov. de Hainaut, Lb = Prov. de Limbourg, Lg = Prov. de Liège, Lx = Prov. de Luxembourg, Nr = Prov. de Namur

## Télévisions
Après plusieurs saisons sur "RTL TVI" (chaîne privée) en Communauté française, les droits de retransmission des images de la Coupe de Belgique furent de nouveau acquis par la "RTBF" (chaîne de service public). Pour la Communauté flamande, ce fut la "VRT" (chaîne de service public) qui disposa des droits.

## Tours préliminaires
Cinq tours préliminaires furent joués entre le 24 juillet et le 22 août 2010. Ils concernèrent 278 clubs issus des séries provinciales, de Promotion, de Division 3 et de Division 2.
Finalement 16 équipes subsistèrent. Elles sont opposées aux formations de Division 1 (Jupiler Pro League) qui entrent dans la compétition lors des seizièmes de finale.
Pour les résultats des cinq premiers tours 2010-2011: voir Tours préliminaires 2010-2011

## Cinquième tour préliminaire
Résultats des tours préliminaires précédents; voir TOURS PRELIMINAIRES.
Les matchs du 5e tour sont programmés le 22 août 2010. Certaines rencontres pourraient être décalées au 21 août 2010. Lors de ce tour, 16 rencontres opposent 32 équipes. Il s'agit des 32 qualifiés du 4e tour préliminaire.
| N° Match | Équipe 1                         | Équipe 2                         | Score 90' | Score Prol.' | Tirs au but' |
| 247      | R. Cappellen FC (III)            | KV Turnhout (II)                 | 0-2       |              |              |
| 248      | K. Lommel United (II)            | R. JS Heppignies-Lamb.-Fl. (III) | 3-0       |              |              |
| 249      | K. RS Waasland Beveren (II)      | K. SK Heist (II)                 | 4-2       |              |              |
| 250      | R. FC Tournai (II)               | Oud Heverlee Leuven (II)         | 1-1       | 2-2          | (4-2)        |
| 251      | K. OLSA Brakel (III)             | K. RC Waregem (III)              | 1-3       |              |              |
| 252      | R. CS Visé (II)                  | R. Excelsior Virton (III)        | 0-3       |              |              |
| 253      | K. Lutlommel VV (IV)             | R. Antwerp FC (II)               | 2-3       |              |              |
| 254      | K. Standaard Wetteren (II)       | Hoogstraten VV (III)             | 2-1       |              |              |
| 255      | K. Rupel Boom FC (II)            | K. SC Grimbergen (III)           | 1-0       |              |              |
| 256      | K. RC Mechelen (IV)              | K. VV Coxyde (III)               | 1-3       |              |              |
| 257      | URS du Centre (III)              | K. FC Sparta Petegem (IV)        | 1-0       |              |              |
| 258      | R. White Star Woluwe FC (III)    | K. FC De Kempen T-L (IV)         | 4-0       |              |              |
| 259      | R. AEC Mons (II)                 | K. SV Roeselare (II)             | 1-1       | 1-3          |              |
| 260      | K. VK Tienen (II)                | K. Lyra TSV (IV)                 | 3-1       |              |              |
| 261      | K. VC Eendracht Aalst 2004 (III) | K. SK Ronse (III)                | 2-0       |              |              |
| 262      | R. Péruwelz-Mouscron (IV)        | K. FC Lille (IV)                 | 2-2       | 3-3          | (2-4)        |

- À la suite de ce cinquième tour, il reste 9 équipes (sur 18) de Division 2, 6 équipes (sur 36) de Division 3, 1 équipe (sur 64) de Promotion. Il n'a plus d'équipes de provinciales (sur 160).

## Seizièmes de finale
Le tirage au sort de ce tour eut lieu le 1er septembre 2010 et fut suivi le même jour par le tirage des Huitièmes de finale.
Les matchs de 1/16e de finale sont programmés le mercredi 27 octobre 2010. À la suite d'accords entre les clubs, deux rencontres furent décalées au mardi 26 octobre 2010. Les 16 clubs de 16 clubs de D1 (I) font leur entrée en lice aux côtés des 16 qualifiés du 5e tour.
|     | Dates      | Équipe 1                      | Équipe 2                         | Score 90' | Score Prol.' | Tirs au but' |
| S1  | 27/10/2010 | R. Standard de Liège (I)      | RFC Antwerp (II)                 | 2-1       |              |              |
| S2  | 27/10/2010 | K. VV Coxyde (III)            | K. RC Genk (I)                   | 0-3       |              |              |
| S3  | 27/10/2010 | R. White Star Woluwé FC (III) | SV Zulte Waregem (I)             | 2-1       |              |              |
| S4  | 27/10/2010 | K. Standaard Wetteren (II)    | K. SC Lokeren O-Vl. (I)          | 2-2       | 2-4          |              |
| S5  | 26/10/2010 | KV Kortrijk (I)               | R. Excelsior Virton (III)        | 1-1       | 2-1          |              |
| S6  | 27/10/2010 | K. RC Waregem (III)           | YR KV Mechelen (I)               | 0-7       |              |              |
| S7  | 27/10/2010 | K. AA Gent (T) (I)            | K. VK Tienen (II)                | 4-1       |              |              |
| S8  | 27/10/2010 | K. AS Eupen (I)               | KV Turnhout (II)                 | 2-1       |              |              |
| S9  | 27/10/2010 | K. VC Westerlo (I)            | K. SV Roeselare (II)             | 2-0       |              |              |
| S10 | 27/10/2010 | URS du Centre (III)           | R. SC Anderlecht (I)             | 2-2       | 2-2          | (1-4)        |
| S11 | 27/10/2010 | K. FC Lille (IV)              | Cercle Brugge K. SV (I)          | 0-4       |              |              |
| S12 | 26/10/2010 | R. Charleroi SC (I)           | K. Waasland-Beveren (II)         | 1-2       |              |              |
| S13 | 27/10/2010 | R. FC Tournai (II)            | K. St-Truidense VV (I)           | 2-1       |              |              |
| S14 | 27/10/2010 | K. Lierse SK (I)              | K. Rupel Boom FC (II)            | 4-0       |              |              |
| S15 | 27/10/2010 | K. FC Germinal Beerschot (I)  | K. VC Eendracht Aalst 2004 (III) | 3-0       |              |              |
| S16 | 27/10/2010 | Club Brugge KV (I)            | Lommel United (II)               | 3-1       |              |              |

- À la suite de ces 1/16e de finale, il reste en lice 13 équipes (sur 16) de Division 1, 2 équipes (sur 18) de Division 2 et 1 équipe (sur 36) de Division 3. Il n'a plus aucune équipe de Promotion et de provinciales (sur 64+160).

## Huitièmes de finale
Les matchs de huitièmes de finale sont programmés le mercredi 10 novembre 2010. À la suite d'accords entre les clubs et les télévisions, la première rencontre fut décalée au mardi 9 novembre 2010.
|    | Dates      | Équipe 1                      | Équipe 2                 | Score 90' | Score Prol.' | Tirs au but' |
| H1 | 09/11/2010 | R. Standard de Liège (I)      | K. RC Genk (I)           | 2-1       |              |              |
| H2 | 10/11/2010 | R. White Star Woluwé FC (III) | K. SC Lokeren O-Vl. (I)  | 1-0       |              |              |
| H3 | 10/11/2010 | KV Kortrijk (I)               | YR KV Mechelen (I)       | 1-2       |              |              |
| H4 | 10/11/2010 | K. AA Gent (T) (I)            | K. AS Eupen (I)          | 3-1       |              |              |
| H5 | 10/11/2010 | K. VC Westerlo (I)            | R. SC Anderlecht (I)     | 1-0       |              |              |
| H6 | 10/11/2010 | Cercle Brugge K. SV (I)       | K. Waasland-Beveren (II) | 3-0       |              |              |
| H7 | 10/11/2010 | K. Lierse SK (I)              | R. FC Tournai (II)       | 4-1       |              |              |
| H8 | 10/11/2010 | K. FC Germinal Beerschot (I)  | Club Brugge KV (I)       | 2-1       |              |              |

- À la suite de ces 1/8e de finale, il reste en lice 7 équipes (sur 16) de Division 1 et 1 équipe (sur 36) de Division 3. Il n'a plus aucune équipe de Division 2, de Promotion et de provinciales (sur 18+64+160).

## Quarts de finale
Les matchs de quarts de finale étaient initialement programmés le mercredi 22 décembre 2010 (aller) et le mercredi 26 janvier 2011 (retour). À la suite des conditions climatiques, tous les matchs aller furent reportés. Les matchs aller se déroulèrent le 26 janvier et les matchs retour le 2 mars. La double confrontation Standard-Malines fut télévisée en direct sur la chaîne francophone "RTBF-La Deux". Lors des retours, la chaîne néerlandophone "Canvas" diffusa Lierse-Westerlo.
|    | Dates      | Équipe 1                      | Équipe 2                      | Score 90' | Score Prol.' | Tirs au but |
| Q1 | 26/01/2011 | K. VC Westerlo (I)            | K. Lierse SK (I)              | 1-2       |              |             |
|    | 02/03/2011 | K. Lierse SK (I)              | K. VC Westerlo (I)            | 2-3       |              |             |
| Q2 | 26/01/2011 | R. White Star Woluwé FC (III) | K. AA Gent (T) (I)            | 0-2       |              |             |
|    | 02/03/2011 | K. AA Gent (T) (I)            | R. White Star Woluwé FC (III) | 1-0       |              |             |
| Q3 | 26/01/2011 | Cercle Brugge K. SV (I)       | K. FC Germinal Beerschot (I)  | 2-0       |              |             |
|    | 02/03/2011 | K. FC Germinal Beerschot (I)  | Cercle Brugge K. SV (I)       | 1-1       |              |             |
| Q4 | 26/01/2011 | R. Standard de Liège (I)      | YR KV Mechelen (I)            | 2-0       |              |             |
|    | 02/03/2011 | YR KV Mechelen (I)            | R. Standard de Liège (I)      | 1-4       |              |             |

## Demi-finales
Les matchs de demi-finale sont programmés les 16 mars (aller) et 6 avril (retour).
|    | Dates      | Équipe 1                 | Équipe 2                 | Score 90' | Score Prol.' | Tirs au but' |
| D1 | 16/03/2011 | K. AA Gent (T) (I)       | R. Standard de Liège (I) | 1-0       |              |              |
|    | 06/04/2011 | R. Standard de Liège (I) | K. AA Gent (T) (I)       | 4-2       |              |              |
| D2 | 16/03/2011 | K. VC Westerlo (I)       | Cercle Brugge K. SV (I)  | 0-0       |              |              |
|    | 06/04/2011 | Cercle Brugge K. SV (I)  | K. VC Westerlo (I)       | 3-3       |              |              |

## Finale
Le match de la finale de la coupe s'est joué, le samedi 21 mai 2011, au Stade Roi Baudouin de Bruxelles.
| 21 mai 2011   | R. Standard de Liège (I)                         | 2-0   | K.VC Westerlo (I) | Stade Roi Baudouin, Bruxelles                       |                                                     |
| 20h30 (UTC+2) | 34e E. Mangala (1-0) · 61e (csc) A. Mravac (2-0) | (1-0) |                   | Spectateurs : 45 000 Arbitrage : Frank De Bleeckere | Spectateurs : 45 000 Arbitrage : Frank De Bleeckere |
| 20h30 (UTC+2) | Rapport                                          |       |                   | Spectateurs : 45 000 Arbitrage : Frank De Bleeckere | Spectateurs : 45 000 Arbitrage : Frank De Bleeckere |

| Standard Liège | KVC Westerlo |

| G                     | 38 | Sinan Bolat             |        |     |
| D                     | 4  | Daniel Opare            |        |     |
| D                     | 16 | Abdelfattah Boukhriss   |        |     |
| D                     | 25 | Kanu                    |        |     |
| D                     | 22 | Eliaquim Mangala        | 34e    |     |
| M                     | 2  | Réginal Goreux          |        | 78e |
| M                     | 34 | Pape Abdou Camara       |        |     |
| M                     | 8  | Steven Defour (c)       |        |     |
| M                     | 37 | Jelle Van Damme         | Averti | 86e |
| M                     | 28 | Axel Witsel             |        |     |
| A                     | 10 | Mémé Tchité             |        | 88e |
| Remplaçants :         |    |                         |        |     |
| G                     | 33 | Srdan Blazic            |        |     |
| D                     | 5  | Felipe Trevizan Martins |        |     |
| D                     | 6  | Laurent Ciman           |        |     |
| D                     | 7  | Franck Berrier          |        |     |
| M                     | 24 | Koen Daerden            |        | 88e |
| A                     | 99 | Mbaye Leye              |        | 78e |
| A                     | 13 | Aloys Nong              |        | 86e |
| Entraîneur :          |    |                         |        |     |
| / Dominique D'Onofrio |    |                         |        |     |

| G             | 30 | Bart Deelkens         |           |     |
| D             | 4  | Wouter Corstjens      |           |     |
| D             | 18 | Jef Delen (c)         |           |     |
| D             | 24 | Jens Cools            |           |     |
| D             | 27 | Adnan Mravac          | 61e (csc) |     |
| M             | 8  | Christian Brüls       |           |     |
| M             | 3  | Steven De Petter      | Averti    |     |
| M             | 22 | Oleksandr Iakovenko   |           | 73e |
| M             | 28 | Evariste Ngolok       |           |     |
| A             | 7  | Dieter Dekelver       |           | 73e |
| A             | 12 | Paulo Henrique        |           |     |
| Remplaçants : |    |                       |           |     |
| G             | 1  | Yannick De Winter     |           |     |
| D             | 32 | Gunther Vanaudenaerde |           |     |
| D             | 16 | Joris Van Hout        |           |     |
| M             | 10 | Najib Lens Annab      |           | 73e |
| M             | 21 | Rachid Farssi         |           |     |
| M             | 23 | Jarno Molenberghs     |           |     |
| A             | 9  | Elleton Lilliu        |           | 73e |
| Entraîneur :  |    |                       |           |     |
| Jan Ceulemans |    |                       |           |     |